# Husnäs
Husnäs är en by i Sollefteå kommun. Den ligger vid Helgumssjöns södra sida, mellan byarna Västergransjö och Guxås.